# Maevia inclemens
La Maevia inclemens o araña saltadora dimórfica es una araña saltadora relativamente común y colorida de Norteamérica. En los machos existen dos formas, un fenómeno muy poco frecuente en zoología. Éstas utilizan diferentes exhibiciones de cortejo  y difieren en apariencia: la forma «empenachada» tiene el cuerpo y los pedipalpos («palpos») negros, tres mechones negros a lo largo de la «cabeza» y patas pálidas; y la forma «gris» tiene rayas blancas y negras por todo el cuerpo y las patas, palpos naranjas y no tiene mechones. Sin embargo, cada forma representa el 50% de los machos adultos, y tienen el mismo éxito en el apareamiento. Una hembra de Maevia inclemens mide entre 6,5 y 8,0 milímetros, mientras que los machos miden entre 4,75 y 6,50 milímetros.
Como todas las arañas saltadoras, la M. inclemens tiene una visión excelente. Los ojos principales, en posición frontal y central, son grandes, más agudos que los de un gato y unas 10 veces más agudos que los de una libélula. Los otros tres pares de ojos están a los lados de la cabeza y funcionan como detectores de movimiento. Los ojos se utilizan para cazar, evitar amenazas y encontrar pareja.
La Maevia inclemens es una de las ocho especies del género Maevia. La especie se llamó primero Attus inclemens, y se han utilizado otros nombres. Las dos formas masculinas tienen un aspecto y un comportamiento tan diferentes que en un principio se consideraron dos especies distintas. En 1955 Robert Barnes eligió M. inclemens, y éste se ha convertido en el nombre estándar.
La especie se encuentra en el sudeste de Canadá y en el este de Estados Unidos. La M. inclemens se ve con frecuencia en estructuras construidas por el hombre, como dependencias o vallas.

## Taxonomía
Maevia inclemens es la especie tipo del género Maevia (C.L. Koch, 1850), que incluye otras 10 especies en mayo de 2011. El nombre de la especie deriva del adjetivo latino inclēmens «cruel, áspero» o «rudo». La especie fue llamada por primera vez Attus inclemens, y otros nombres incluyendo Attus vittatus, Maevia pencillata, y Maevia vittata.  También las dos formas masculinas se ven y se comportan de manera tan diferente que originalmente se consideraban dos especies distintas. En 1955 Robert Barnes eligió M. inclemens, y éste se ha convertido en el nombre estándar.

## Descripción
Las arañas son quelicerados, que se diferencian de otros artrópodos en que los segmentos corporales habituales están fusionados en sólo dos tagmata, el cefalotórax y el abdomen. El abdomen de las arañas lleva apéndices modificados en hileras que extruden seda de hasta seis tipos de glándulas de seda dentro de su abdomen. El cefalotórax y el abdomen están unidos por un pequeño pedicelo cilíndrico que permite al abdomen moverse mientras teje la seda. Aunque la mayoría de las arañas saltadoras no construyen telarañas para atrapar presas, utilizan la seda para otros fines, incluyendo la muda y la puesta de huevos.
Las arañas saltadoras tienen grandes patas delanteras y cortas y poderosas patas traseras. A diferencia de la mayoría de los artrópodos, las arañas no tienen músculos extensores en las extremidades, sino que las extienden aumentando la presión sanguínea. Las arañas saltadoras pueden saltar varias veces su propia longitud extendiendo poderosamente el tercer o cuarto par de patas, alcanzando hasta 200 milímetros (7,9 pulgadas) con las extremidades anteriores extendidas para agarrar a la presa. Las arañas mantienen el equilibrio al caminar, de modo que las patas 1 y 3 de un lado y 2 y 4 del otro se mueven, mientras que las otras cuatro patas están en la superficie. Para correr más rápido, las arañas aumentan la frecuencia de sus zancadas.
En las arañas y otros quelicerados, sólo hay un par de apéndices antes de la boca, y en las arañas están modificados en colmillos que inyectan veneno en la presa. Detrás de la boca hay un par de pedipalpos («palpos» para abreviar), y los de las arañas macho son bastante grandes y se utilizan para exhibirse y aparearse.

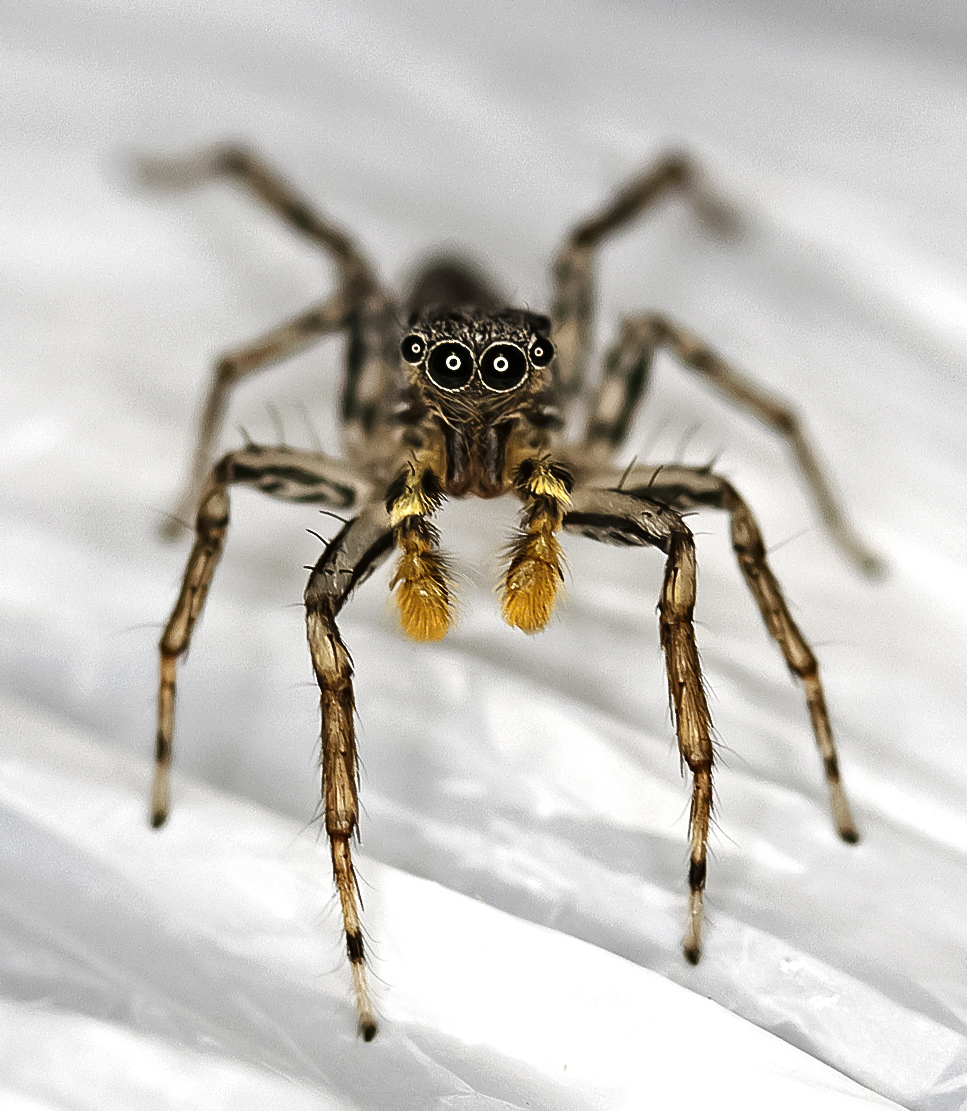
Macho, morfo gris

Las arañas se acicalan con regularidad, y más a menudo si están mojadas o sucias. Humedecen sus colmillos, sacan las patas de una en una a través de los colmillos y las «peinan» con los colmillos y los palpos. A continuación, utilizan el primer y cuarto par de patas para acicalarse otras partes del cuerpo, y el único lugar que parecen no alcanzar es la superficie dorsal del caparazón. 
El cuerpo de M. inclemens está escasamente cubierto de pelos y escamas. Una hembra de Maevia inclemens mide de 6,5 a 8,0 milímetros de largo, su caparazón es marrón claro, sus patas son pálidas y sin marcas. La parte superior de su abdomen es calcárea o de color óxido, y a lo largo de cada lado hay una banda negra, a menudo finamente cubierta de escamas anaranjadas. A veces hay una serie de chevrones (marcas en forma de V) a lo largo de la mitad de su abdomen. Tiene una raya blanca prominente debajo de los ojos delanteros. Hay espinas en el primer y segundo par de sus patas, pero su cuerpo nunca tiene mechones de pelo. Los machos miden de 4,75 a 6,50 milímetros de largo, y sus caparazones son de color marrón claro a oscuro, con una línea negra alrededor del borde. Suele haber un par de grandes zonas más claras entre el último par de ojos a mitad de la parte posterior del caparazón. Los ojos están rodeados de negro.  Los machos se presentan en dos formas, un fenómeno muy raro en zoología. El macho «empenachado» tiene el cuerpo totalmente negro, los pedipalpos negros, las patas blancas y tres mechones de cerdas en la parte delantera del cefalotórax. El morfo macho «gris» tiene el cuerpo rayado de blanco y negro, una prominente raya blanca en los ojos delanteros, patas rayadas y pedipalpos de color naranja brillante, y no tiene penachos.
Las arañas saltadoras tienen un característico caparazón rectangular y el de las hembras de Maevia inclemens tiene una anchura media de 2,30 milímetros (0,091 pulg.), mientras que los caparazones de los machos tienen una anchura media de 2,10 milímetros (0,083 pulg.). El caparazón de M. inclemens es bastante alto, entre el 60% y el 70% de la anchura. 

## Reproducción y ciclo de vida
Cada morfo representa el 50% de los machos adultos, y realizan el mismo número de intentos de cortejar a las hembras, pero utilizando una exhibición de cortejo diferente. Antes de buscar pareja, una araña macho teje una pequeña tela plana sobre una superficie y eyacula en ella. A continuación, carga el semen en unos receptáculos en forma de jeringa que tiene en ambos palpos, y luego busca a una hembra. 
Tras avistar a una hembra, el morfo moñudo se impulsa lo más alto posible con los tres últimos pares de patas, y da palmadas con el par más adelantado, al tiempo que agita los palpos arriba y abajo, y balancea su abdomen de lado a lado,  normalmente a unos 9 centímetros (3,5 in) de la hembra. Por el contrario, el morfo gris se agacha y apunta los dos pares de patas más adelantados directamente hacia delante, cruza las puntas de las patas creando una configuración en forma de triángulo, mantiene sus palpos de color naranja debajo de los ojos adelantados, y se desliza hacia delante y hacia atrás en semicírculos estacionarios o en retroceso delante de la hembra, a 3 centímetros (1,2 in) de distancia. Los movimientos de los dos morfos son idénticos más adelante en la secuencia. 
Cuando están receptivas, las hembras responden de forma similar a ambos tipos de machos: se acercan y se posan; extienden el primer par de patas o dan golpecitos con ellas. Ambos morfos de macho suelen terminar su exhibición inicial y comienzan a dar palmadas con las patas y a bailar en zig-zag.
Cuando los machos moñudos aplauden, las hembras miran hacia ellos y les dan un mayor número de palmadas que a los machos grises. Las hembras también responden al aplauso de los machos moñudos más a menudo posándose que a los machos grises. Sin embargo, después de que las hembras miren hacia los machos, los machos grises se acercan a la hembra más a menudo que el macho moñudo. Las hembras inclinan a menudo el abdomen de lado a lado.
Finalmente, el macho monta y copula con la hembra. Después, el macho suele desmontar y las dos parejas suelen huir la una de la otra. Sin embargo, a veces el macho persigue a la hembra e intenta copular de nuevo.
En un experimento, 12 machos moñudos (52%) y 14 grises (54%) copularon con las hembras tras el cortejo. Al final de la cópula, las hembras intentaron capturar y comerse a los machos, pero en el mismo experimento sólo murieron un macho moñudo y un macho gris. El recuento de crías no mostró diferencias en el número de crías de los dos morfos. Sin embargo, los machos grises llamaron más rápidamente la atención de las hembras a menos de 8 centímetros (3,1 in), mientras que los machos moñudos lo hicieron más rápidamente entre 8 y 30 centímetros (3,1 y 11,8 in) de las hembras. La continuación de dos morfos de macho puede ser un ejemplo de una estrategia mixta evolutivamente estable, en la que ambos morfos están determinados genéticamente por los morfos de sus padres, y ambos tienen el mismo éxito en sus diferentes formas.

## Distribución y hábitat
La Maevia inclemens se encuentra en todo el este y medio oeste de Estados Unidos y el sureste de Canadá, incluyendo: Massachusetts, Connecticut, estado de Nueva York, Nueva Jersey, Pensilvania, Maryland, Virginia Occidental, Virginia, Carolina del Norte, Florida, Alabama, Luisiana, Texas, Kansas, Kentucky, Indiana, Illinois, Michigan, Wisconsin, Quebec, Ontario y Manitoba.
Estudio realizado en 1981 sobre un lugar maduro y tres recientemente talados en el sur de los Montes Apalaches, cerca de Highlands, Carolina del Norte. Todos los especímenes de arañas cazadoras se recolectaron en plantas o telarañas sobre el suelo. La tala provocó un marcado descenso en la abundancia de nueve especies y un marcado aumento en cuatro especies, mientras que M. inclemens y otras seis no mostraron ningún cambio.
Algunas especies de arañas saltadoras, como M. inclemens, han logrado establecerse en estructuras construidas por el hombre. La mayoría de las veces, estas arañas se encuentran en dependencias o estructuras como vallas, más que en casas habitadas permanentemente.